# Pure (jeu vidéo)
 (mars 2020).
Si vous disposez d'ouvrages ou d'articles de référence ou si vous connaissez des sites web de qualité traitant du thème abordé ici, merci de compléter l'article en donnant les références utiles à sa vérifiabilité et en les liant à la section « Notes et références ».
Pure est un jeu vidéo de course développé par Black Rock Studio et édité par Disney Interactive. Il est disponible depuis septembre 2008 sur PC, PlayStation 3 et Xbox 360.
Le jeu propose des courses de quad off-road, c'est-à-dire qu'à l'instar de MotorStorm, il n'est pas impératif de suivre une route toute tracée pour remporter la course.
Le jeu s'est écoulé à plus de 3 millions d'exemplaires.

## Gameplay
Les joueurs font la course avec des quads dans des lieux du monde entier, réalisant des cascades incroyables à des hauteurs extrêmes. Il existe trois types de courses différents :
- Course : Courses standards sur 3 tours. Les pistes sont pleines de virages et de sauts vertigineux. Le joueur doit rester au top du classement et continuer à réaliser des figures « inédites » pour gagner.
- Freestyle : réalisez et enchaînez autant de figures que possible avant de manquer d'énergie. À la fin, le joueur avec le score le plus élevé gagne.
- Sprint : Courses courtes sur 5 tours. Les pistes de sprint ne comportent qu'un ou deux petits sauts et de nombreux virages serrés, ce qui donne une importance accrue aux virages par rapport aux cascades.

Le jeu dispose d'un système de tricks qui surveille le type de tricks que le joueur a montré. Si le joueur répète le même trick, il devient "obsolète", gagnant moins de points, mais les nouveaux tricks sont "frais" et rapportent plus de points. Les tricks s'ajoutent à la "barre de sensations fortes" d'un joueur, avec des tricks de niveau supérieur devenant disponibles au fur et à mesure que la barre est remplie. Si la barre est pleine, le joueur peut effectuer un "thrill spécial" à condition de sauter suffisamment haut. La barre peut se vider si un boost est utilisé ou si le joueur s'écrase après un trick raté.

## Développement
Le directeur de Pure , Jason Avent, a assuré aux joueurs que les versions Xbox 360 et PlayStation 3 fonctionneraient de manière identique.
Lors de l'E3 2008, Pure a été récompensé comme meilleur jeu de course de l'E3 2008 par les Game Critics Awards, comme Editors' Choice Award du magazine officiel Xbox (États-Unis), comme meilleur jeu de conduite par GameTrailers.com et comme meilleur jeu de course sur Xbox 360 par IGN .
Une démo a été publiée sur le PlayStation Network et le Xbox Live Marketplace le 4 septembre 2008. La démo propose un niveau de jeu. La démo PC a été mise à disposition en octobre 2008.
Pendant la période des fêtes de fin d'année 2009, Pure et Lego Batman ont été fournis avec certains packs Xbox 360 en guise de bonus.

## Réception
| Agrégateur    | note   |
| ------------- | ------ |
| JeuxVidéo.com | 16/20  |
| JeuxActu      | 16/20  |
| GameKult      | 7.2/10 |
| GameBlog      | 8/10   |
| ConsoleFun    | 17/20  |

## Bande-son[9]
La bande-son de Pure contient une large variété de nouveaux artistes classés entre la House et l'Electronic jusqu'au Hip-Hop et au Rock.
- The Answer - “Into The Gutter”
- Fred Baker - ”Genius Touch”
- Jeff Beck - ”Grease Monkey”
- Calyx & Teebee - ”Dual Processed” Featuring MC Verse
- The Datsuns - ”Maximum Heartbreak' and 'Sittin' Pretty”
- Diet Kong - ”Diet Kong with Magic”
- Adam Freeland - ”Spin Machine”
- The Futureheads - ” Beginning of the Twist”
- DJ Hyper - ”We Control”
- Midfield General - ”On The Road”
- The Music - ”Strength in Numbers”
- My Luminaries - “The Sound of Music”
- Noise Control - ”Cities of Dreams’ and ‘Mud Bath”
- Pendulum - ”Granite' and 'Showdown”
- Pop Levi - ”Wannamama”
- Qemists - ”Drop Audio' and 'Stomp Box”
- The Radishes - ”Good Machine”
- Silvertone - ”Try”
- The Subways - ”Rock and Roll Queen”
- Tapeworm - ”Getting Through”
- The Whigs - ”Need You Need You”
- Zero DB - ”Late in the Day' and ‘Redline”
- Wolfmother - ”Woman”
- We Are Scientists - ”In Action”
- Blindside - "For the Nation"